# Ruggero Panerai
Pour les articles homonymes, voir Panerai.

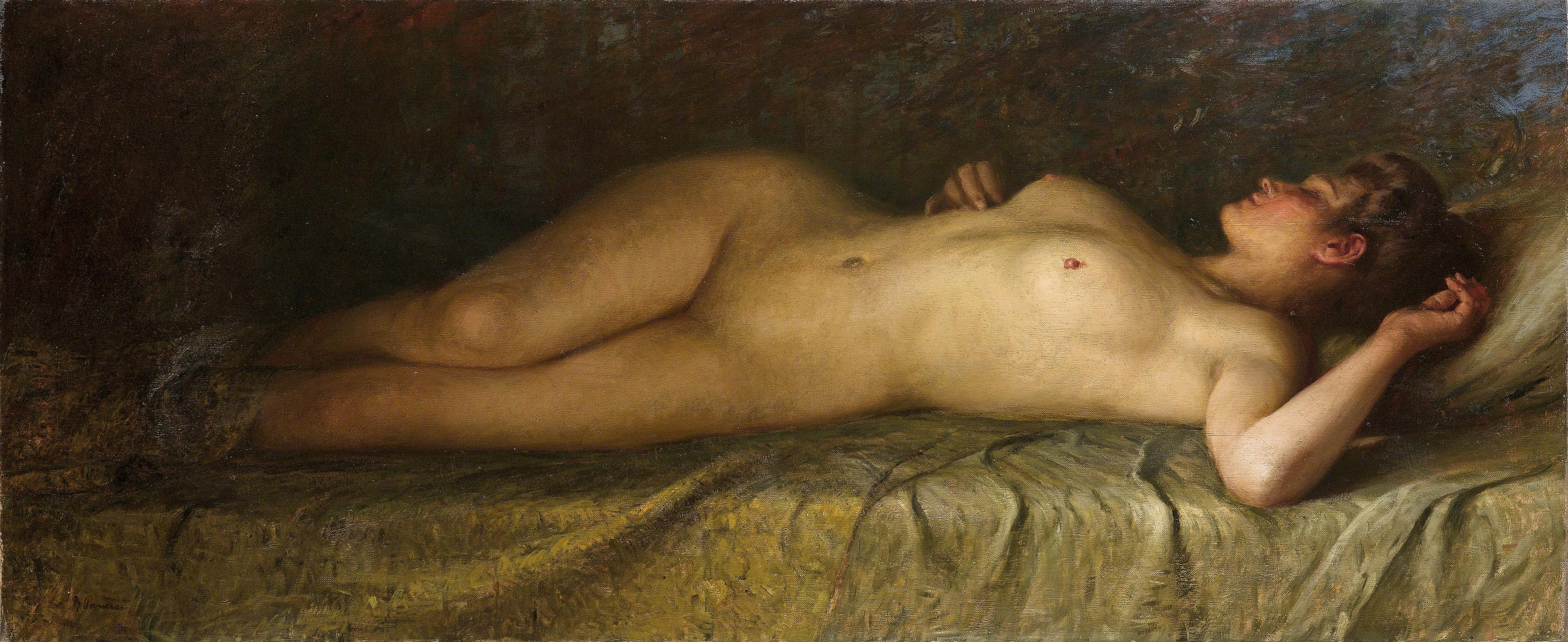
Femme allongée

Ruggero Panerai, né le 13 mars 1862 à Florence et mort le 24 octobre 1923 dans le 12e arrondissement de Paris, est un peintre italien.

## Biographie
Ruggero Panerai est né le 13 mars 1862 à Florence.
Dans une humble famille, il commence ses études en 1877 à l'Académie des Beaux-Arts de Florence, d'abord en ornementation, puis se consacre à la peinture de personnages, et obtient son diplôme en 1881. Il entre ensuite dans l'atelier de Giovanni Fattori. Il s'est spécialisé dans la peinture militaire et la vie quotidienne des paysans de la Maremme. Il a été influencé par le mouvement Macchiaioli.
En 1883, il a remporté un concours à l'académie florentine pour gagner une allocation de 1000 lires. Sa première grande peinture, intitulée Le Guado, fut exposée à Venise en 1887, et acquis par la Galleria moderna de Rome. Toutefois, il a été transféré à la galleria Pisani à Florence. En 1883, il remporte à nouveau le concours Fumagalli de Milan une toile intitulée : Il cavallo malato, représentant une scène rurale de la Maremme de Toscane.
Pour l'Exposition de 1888 de Bologne et de l'Exposition de 1889 à Paris, Panerai peint une autre grande toile, représentant Mazzeppa, encore une étude des cavaliers de la Maremme. Panerai a été nommé professeur à l'Académie Royale de Bologne, et Correspondant Professeur à l'Accademia de Florence.